# Ліпсі
Ліпсі (грец. Λειψοί) — острів в Егейському морі, що належить Греції. Входить до групи островів Додеканес (Південні Споради). Ліпсі розташований в 26 кілометрах від Патмоса. На острові розташоване єдине селище — Ліпсі.